# 278986 Chenshuchu
278986 Chenshuchu este o planetă minoră (asteroid) din centura de asteroizi. A fost descoperită pe 20 octombrie 2008 la Lulin Observatory⁠(d) de Hsiao Xiang-Yao⁠(d). 
Obiectul prezintă o orbită caracterizată de o semiaxă mare de 2,8859146772013 UAi, o excentricitate de 0,07, o înclinație de 3,1 ° în raport cu ecliptica.